# Bernhard Ingelsson (sjöräddningskryssare)
Räddningskryssaren Bernhard Ingelsson är ett museifartyg vid Vasamuseet i Stockholm.
Räddningskryssaren byggdes 1944 av Hammarbyverken i Henriksdalshamnen i Stockholm. Skrovet är utförd i stål och tillsammans med räddningskryssaren Bror Ulrich (1940) och Hjalmar Branting (1945) utgjorde hon de första helsvetsade stålräddningskryssarna i svensk tjänst. Bernhard Ingelsson har bland annat tjänstgjort vid Sjöräddningssällskapets Räddningsstation Torekov i Skåne. 
Namnet Bernhard Ingelsson härrör från dåvarande VD:n för Rederi AB Kärnan, som 1916 tog initiativ till att bilda Rederi AB Transmarin.
Fartygets nuvarande exteriör har tillkommit genom successiva ombyggnader under hennes aktiva tid. Sedan 1996 tillhör hon Statens maritima museer och inköptes från Sjöräddningssällskapet med medel tillställda av Föreningen Sveriges Sjöfartsmuseum i Stockholm. Vid Jagarpiren i Sjöhistoriska museets museihamn ligger hon tillsammans med fyrskeppet Finngrundet, torpedbåten HMS Spica (T121) och isbrytaren S/S Sankt Erik.